# Opsariichthys pachycephalus
Opsariichthys pachycephalus är en fiskart som beskrevs av Günther, 1868. Opsariichthys pachycephalus ingår i släktet Opsariichthys och familjen karpfiskar. Inga underarter finns listade i Catalogue of Life.